# فردوس (اسم)
فردوس هي اسم علم من أصول عربية تعني البستان أو الروضة أو الحديقة، وقد ذكرت في القرآن مرتين. أولها في سورة الكهف – الآية 107 :”إِنَّ الَّذِينَ آَمَنُوا وَعَمِلُوا الصَّالِحَاتِ كَانَتْ لَهُمْ جَنَّاتُ الْفِرْدَوْسِ نُزُلًا “. والثانية في سورة المؤمنون – الآية 11 :”الَّذِينَ يَرِثُونَ الْفِرْدَوْسَ هُمْ فِيهَا خَالِدُونَ “.
في العالم العربي ترتبط كلمة “فردوس” بالدرجة العالية في الجنة، وهي درجة تتفجر منها أنهار الجنة الأربعة، كما ورد في حديث الرسول محمد: (الجنَّةُ مائةُ درجةٍ، بين كلِّ درجتَيْن كما بين السَّماءِ والأرضِ، ومن فوقها يكونُ العرشُ، وإنَّ الفردوسَ من أعلاها درجةً ومنها تُفجَّرُ أنهارُ الجنَّةِ الأربعةُ، فسلُوه الفردوسَ).
وأصل الكلمة في اللغة العربية اقتباس من اليونانية  paradeisos.

## التسمية
فردوس هي تسمية لها ارتباط مميز مع الشريعة الإسلامية، كون أنها ذكرت في القرآن والأحاديث النبوية في أكثر من مرة، وسميت أعلى درجة في الجنة بها، لهذا، فإنها واحدة من الأسماء الجائز والمستحب الأخذ بها للفتيات المسلمات، ويمكن أيضا تسمية الأبناء الذكور به. يستخدم اسم فردوس بشكل رئيسي في العالم العربي وفي البلدان المسلمة، ويحظى بشعبية متوسطة ألى حد ما في العالم الغربي، خاصة حيث يعيشون المهاجرون العرب.

## قائمة
- كود سباركل
- تحديث القائمة

1. فردوس المأمون، صحفية وناشطة لبنانية..
2. فردوس حسن، ممثلة مصرية.
3. فردوس عبد الحميد، ممثلة مصرية.
4. فردوس محمد، ممثلة مصرية.